# Ликов Олег Вікторович
Олег Вікторович Ликов (1 серпня 1973, Дніпропетровськ) — український академічний веслувальник, призер Олімпійських ігор, чемпіонатів світу та Європи. Багаторазовий переможець та призер етапів Кубка світу. Багаторазовий чемпіон України. Заслужений майстер спорту України (2004).

## Життєпис
Олег Ликов тренувався в спортивному клубі Збройних Сил України в Дніпропетровську.
Член юнацької збірної команди СРСР (1989–92) та Національної збірної команди України (1992—2015) з академіного веслування.
З 1991 року регулярно брав участь в міжнародних змаганнях.
На Олімпіаді 1996 в складі вісімки розпашної зі стерновим посів 10 місце.
1997 року Ликов увійшов до складу парної четвірки (Леонід Шапошніков, Олег Ликов, Олександр Заскалько, Олександр Марченко), яка протягом 1997 — 2000 років була переможцем і неодноразовим призером етапів Кубку світу, на чемпіонаті світу 1997 року стала третьою, а на чемпіонаті світу 1999 року — другою.
На Олімпіаді 2000 Ликов у складі парної четвірки став шостим.
Протягом 2001 — 2002 років Ликов у складі парної четвірки (Геннадій Захарченко, Костянтин Зайцев, Олег Ликов, Леонід Шапошніков) був неодноразовим переможцем і призером етапів Кубку світу
На афінській Олімпіаді в складі парної четвірки (Сергій Гринь, Сергій Білоущенко, Олег Ликов, Леонід Шапошніков) він виборов бронзову медаль.
На пекінській Олімпіаді в складі четвірки посів 8 місце. Того ж року на чемпіонаті Європи в складі четвірки здобув бронзову нагороду.
З 2010 року брав участь у змаганнях в складі вісімки. На чемпіонатах Європи 2010 і 2011 років у складі команди завоював бронзові нагороди. На Олімпіаді 2012 був восьмим.
Закінчив Дніпропетровський державний інститут фізичної культури і спорту (1999).

### Виступи на Олімпіадах
| Олімпіада    | Дисципліна       | Місце |
| ------------ | ---------------- | ----- |
| Атланта 1996 | вісімки розпашні | 10    |
| Сідней 2000  | четвірки парні   | 6     |
| Афіни 2004   | четвірки парні   | 3     |
| Пекін 2008   | четвірки парні   | 8     |
| Лондон 2012  | вісімки розпашні | 8     |